# Gary Peters (beisbolista)
Gary Peters (Grove City, Pensilvania; 21 de abril de 1937 - 26 de enero de 2023) fue un beisbolista estadounidense que jugó con dos equipos en catorce temporadas en la posición de pitcher y participó en dos ediciones del Juego de Estrellas de las Grandes Ligas de Béisbol.

## Biografía
Peters fue firmado por los Chicago White Sox como agente libre en 1956 luego de haber jugado en la NCAA con los Grove City Wolverines. Llegaría al equipo de MLB por primera vez en 1963 donde ganó 19 partidos, lo que le dio el premio al Novato del Año en la Liga Americana. También fue el líder en carreras permitidas por tres años consecutivos entre 1963 y 1966, además del de más victorias en 1964 y en 1965 se vio limitado por problemas de espalda. En 1968 fue el líder en promedio de efectividad a la defensiva entre los lanzadores, participó en el equipo de la Liga Americana del Juego de Estrellas de las Grandes Ligas de Béisbol en 1964 y 1967 y estuvo en la lista de los 10 primeros nominados al Jugador Más Valioso en 1963, 1964 y 1967. En 1969 fue traspasado a los Boston Red Sox donde finalizaría su carrera en 1972.
También a pesar de ser lanzador tuvo buenos números como bateador, ya que su promedio de bateo en su carrera fue de .222 con 19 cuadrangulares y 105 carreras impulsadas, lo que hizo que fuese utilizado en algunas ocasiones como bateador emergente, como el 5 de mayo de 1968 conectó un  grand slam en el Comiskey Park en la victoria de los White Sox por 5-1 ante los New York Yankees. También fue utilizado como corredor emergente.
Peters era conocido por ser un gran bromista. Una vez, cuando los White Sox iban a enfrentar a los California Angels, se encontraban en el mismo hotel de los Yankees, pero no pudieron llegar a su destino. Al obtener la llave del cuarto de Joe Pepitone, Peters trabó la puerta del cuarto en medio de la noche y se puso a saltar y gritar en la cama, lo que provocó un susto hasta que Pepitone encendió las luces para ver lo que había pasado. Otra vez, él atrapó a un pulpo bebé y lo colocó en el cuarto de Ed Stroud al día siguiente.
El 30 de septiembre de 2000 los Chicago White Sox anunciaron que Gary Peters y otros 26 jugadores del pasado y presente de los White Sox serían miembros del equipo del siglo de los Chicago White Sox.

## Números de Carrera
| Temporadas | Partidos | Victorias | Derrotas | Blanqueadas | Entradas | Juegos Completos | Carreras | Carreras Limpias | Ponches | Efectividad | % Defensivo |
| ---------- | -------- | --------- | -------- | ----------- | -------- | ---------------- | -------- | ---------------- | ------- | ----------- | ----------- |
| 14         | 359      | 124       | 103      | 23          | 2081     | 79               | 847      | 751              | 1420    | 3.25        | .966        |